# Kirchhain
Kirchhain (en allemand : /ˈkɪʁçˌhaɪ̯n/ ? Écouter [Fiche]) est une municipalité allemande située dans l'arrondissement de Marbourg-Biedenkopf et dans le Land de la Hesse. Elle se trouve à 15 km à l'est de Marbourg.

## Histoire
| Appartenances historiques Landgraviat de Thuringe 1247–1264 Landgraviat de Hesse 1264–1458 Landgraviat de Haute-Hesse 1458–1500 Landgraviat de Hesse 1500–1567 Landgraviat de Hesse-Marbourg 1567–1604 Landgraviat de Hesse-Cassel 1604–1803 Électorat de Hesse 1803–1807 Royaume de Westphalie 1807–1813 Électorat de Hesse 1813–1866 Royaume de Prusse (Province de Hesse-Nassau) 1866–1918 République de Weimar 1918–1933 Reich allemand 1933–1945 Allemagne occupée 1945–1949 Allemagne 1949–présent |

## Politique et administration

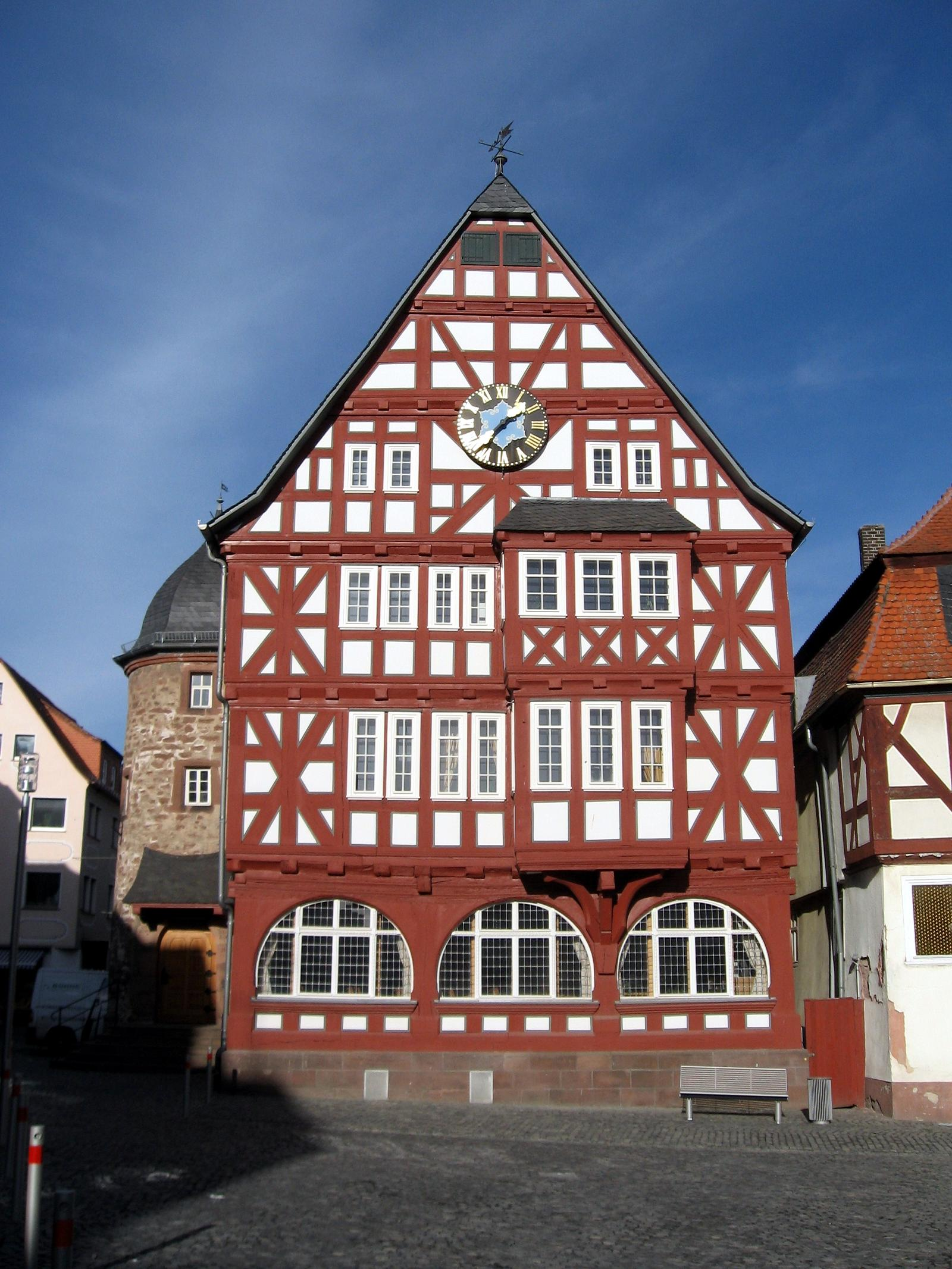

| Période | Période  | Identité        | Étiquette | Qualité |
| ------- | -------- | --------------- | --------- | ------- |
| 2004    | 2016     | Jochen Kirchner |           |         |
| 2016    | en cours | Olaf Hausmann   |           |         |

## Jumelages
La ville de Kirchhain est jumelée avec
- Plomelin (France)[2]

et entretient des relations amicales avec
- Doberlug-Kirchhain (Allemagne)[3].